# 陈敏章
陈敏章（1931年12月—1999年3月16日），祖籍浙江杭州，生于上海，中华人民共和国医学家。原震旦大学医学院、上海第二医学院医疗系毕业，研究员、教授。1954年加入中国共产党，是中共第十三届中央候补委员、第十四届中央委员。曾长期担任中华人民共和国卫生部部长（1987年－1998年）。1999年3月16日病逝，享年68岁。

## 生平

### 早年经历
在上海成长的陈敏章，曾先后在天主教会开办的汇师小学、徐汇中学读书。临近解放时加入天主教。1949年，考入原震旦大学医学院学习；1952年，在中国高校院系调整的背景下，在震旦大学医学院的基础上，成立了上海第二医学院；陈敏章遂成为该校学生，并于1954年在学校加入中国共产党。1955年毕业后，留校担任助教；同时在上海第二医学院附属广慈医院（今上海交通大学医学院）任内科住院医师，成为执业医生。

### 工作经历
1955年，陈敏章调北京协和医院，历任内科住院医师、内科总住院医师、代理主治医师、主治医师、副主任、副研究员、教授；期间，曾于1964年，在安徽寿县参加社教运动。1984年，任中华人民共和国卫生部副部长、党组副书记。1987年4月起，任中华人民共和国卫生部部长、党组书记。1998年3月，第九届全国人大第一次会议上，他当选全国人民代表大会常务委员会委员。